# Andrejs Veisbergs
Andrejs Veisbergs (ur. 22 lutego 1960/1962 w Rydze) – łotewski językoznawca, tłumacz i wykładowca akademicki. Do jego zainteresowań naukowych należą: lingwistyka kontrastywna, leksykografia, idiomatyka, translatoryka, lingwistyka stosowana.

## Życiorys
W okresie od 1978 do 1983 studiował język i literaturę angielską na Uniwersytecie Łotwy (Wydział Języków Obcych). W latach 1984–1986 odbył aspiranturę na tejże uczelni. W 1986 r. uzyskał stopień kandydata nauk na podstawie pracy Latviešu frazeoloģijas dinamiskie aspekti („Dynamiczne aspekty łotewskiej frazeologii”). W 1993 r. obronił rozprawę habilitacyjną Aizgūtā frazeoloģija latviešu valodā („Zapożyczona frazeologia w języku łotewskim”).
W 1986 r. został zatrudniony na Uniwersytecie Łotwy. W 1988 r. został docentem; od 1994 r. profesor.
Jego dorobek obejmuje ponad 300 publikacji naukowych, popularnonaukowych i edukacyjnych. Wniósł wkład w zakresie leksykografii. Opracował kilka wydań słownika łotewsko-angielskiego; jest konsultantem Oxford English Dictionary.